# Catocha
Catocha is een muggengeslacht uit de familie van de galmuggen (Cecidomyiidae).

## Soorten
- C. latipes Haliday, 1833
- C. slossonae Felt, 1908